# Kimberley (Colombie-Britannique)
Pour les articles homonymes, voir Kimberley.
Kimberley est une cité (city) de Colombie-Britannique au Canada, située au bord de la Highway 95A entre les Monts Purcell et les Rocheuses, fondée en 1896. Kimberley se trouve dans la région des Rocheuses appelée Kootenay de l'Est. C'est la municipalité la plus élevée de la province, à 1 113 mètres d'altitude.

## Histoire
La découverte vers 1892 de gisements de plomb argentifère dans la région des Kootenays a entrainé la création de petits villages miniers. En 1896, William Ridpath, avocat, investit notamment à Mark Creek crossing et renomme le village de tentes "Kimberley" d'après la mine de Kimberley en Afrique du Sud. Suivra la construction du premier hôtel, le North Star Hotel (propriétaire Harry Drew). Marysville, premier lotissement urbain, comptera d'abord 4 cabanes en 1903. Puis il se développera avec la construction de la fonderie pour le traitement du minerai extrait aux gisements Sullivan et North Star. Arrivée du chemin de fer au début du XXe siècle. Le faible cours du plomb et de l'argent, allié à la faible teneur du minerai entraînera la fermeture de la fonderie et une réduction d'activités en 1908. En 1911, construction du barrage de Mark Creek. En 1916, la crue du Mark Creek inonde une partie du centre-ville. Les travaux des chimistes de Cominco (nouveaux propriétaires des mines) permirent un meilleur rendement de l'extraction : l'activité est relancée au tournant de 1920 (construction d'un concentrateur pour augmenter la teneur en minerai). En 1922, il y a 550 mineurs. Jusqu'en 2001, (fermeture de la mine), Kimberley était le centre d'activité de la plus grande mine mondiale de plomb et zinc, la Sullivan Mine. Elle comptait 500 km de tunnels. La mine de Sullivan, située à 1 200 mètres d'altitude, rivalisait encore en 1947 avec l'australienne Broken Hill pour la place de premier producteur mondial, malgré des réserves assez peu considérables. Lors des meilleures années, elle employait de 4000 à 5000 travailleurs.
En 1953, Cominco crée une usine d'engrais. Il y aura également, brièvement, une usine de production de fer.
Teck (successeur de Cominco) a mis en place une politique de transition pour effacer les traces de l'exploitation de la mine Sullivan.
Aujourd'hui, Kimberley a développé une station de ski (Kimberley Alpine Resort). La ville a lancé un projet de centrale solaire de 200 mégawatts, avec l'appui de Teck, ce qui en ferait la plus grande au Canada.

## Climat
Le climat est de type continental humide avec des précipitations réparties tout au long de l'année (minimum en août : 45 mm, maximum en juin : 91 mm). Les températures moyennes s'échelonnent de - 9.2 °C en décembre à 16.2 ° C en juillet. Les hivers sont froids et enneigés (moyenne des températures et précipitations de 1991 à 2021).

## Langues
La langue utilisée au travail est l'anglais.
langue maternelle : français 1.6%, anglais 92.3%, autres 6.1%
connaissance des langues officielles : 
anglais seulement : 93.5%, français seulement :  0 %, anglais et français : 6.3%

## Enseignement
La première école date de 1900.

## Économie
Le taux de chômage de la population active est de 8.8 % (2016)
Population active en 2016  (3760 personnes, 2015 hommes, 1745 femmes) classée selon le secteur professionnel (Système de classification des industries de l'Amérique du Nord (SCIAN) .
| secteur professionnel                                   | % population active | hommes | femmes |
| ------------------------------------------------------- | ------------------- | ------ | ------ |
| agriculture foresterie chasse pêche                     | 2%                  | 93%    | 7%     |
| exploitation minière, carrières, pétrole gaz            | 6.2%                | 93%    | 7%     |
| services publics                                        | 0.5%                | 100%   | 0%     |
| construction                                            | 9%                  | 94%    | 6%     |
| fabrication                                             | 6.7%                | 84%    | 16%    |
| commerce                                                | 14%                 | 55%    | 45%    |
| industrie information culture                           | 0.7%                | 100%   | 0%     |
| finances assurances                                     | 1.7%                | 8%     | 92%    |
| service immobilier                                      | 1.7%                | 39%    | 61%    |
| services professionnels, scientifiques et techniques    | 3.5%                | 31%    | 69%    |
| services administratifs, gestion déchets assainissement | 3.4%                | 48%    | 52%    |
| enseignement                                            | 7.8%                | 19%    | 81%    |
| santé, assistance sociale                               | 14.5%               | 14%    | 86%    |
| arts spectacles loisirs                                 | 5.1%                | 63%    | 37%    |
| services d hébergement et restauration                  | 11.3%               | 47%    | 53%    |
| administration publique                                 | 4.4%                | 66%    | 34%    |
| autres services                                         | 7.5%                | 38%    | 62%    |
|                                                         | 100%                |        |        |

## Sports
Les premières équipes de hockey datent des années 1920.

## Infrastructures
Première électrification des foyers avec la East Kootenay Power le 5 novembre 1922.

## Événements

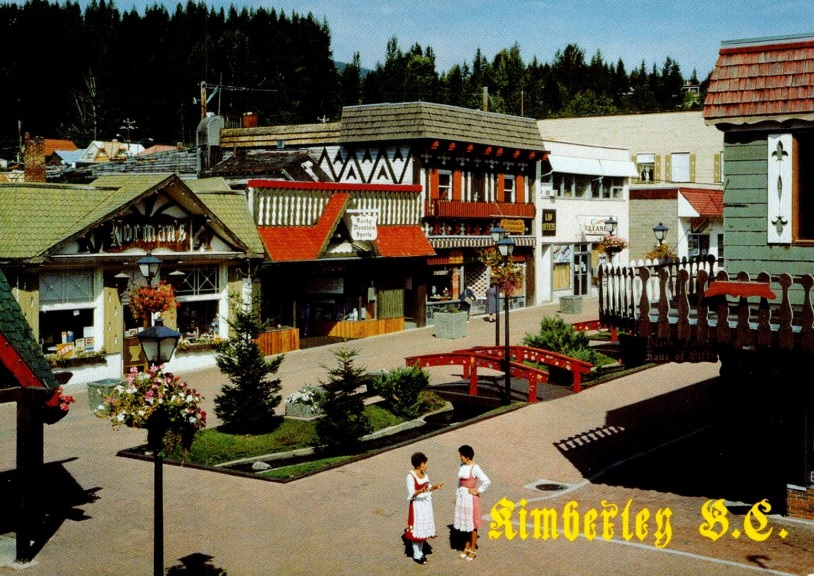
Kimberley le coin bavarois

Festival médiéval (avec combats de chevaliers) 
Oktober fest (depuis les années 1970, pour revitaliser la vie de Kimberley, la communauté décide d'adopter un style bavarois sur les façades de certains magasins et d organiser une fête bavaroise, à l instar des Royal Bavarians de la ville de  Leavenworth, (États-Unis d'Amérique du Nord),
En 1989, une maison d habitation d'une ferme bavaroise de 1640 est démontée en Allemagne et reconstruite à Kimberley pour devenir un restaurant au style bavarois (Old Bauernhaus Restaurant)
Flannel fest en février (sculptures de neige, costumes de flanelle, courses sur neige...)

## Religion
La première église catholique date de 1922.
Église presbytérienne.
Église anglicane de tous les Saints.

## Santé
1923 : construction du premier hôpital.

## Démographie
Au recensement de 2021, il y a 7945 habitants, dont :
- 15 ans = 16.5%
15 a 64 ans = 59.7%
+ de 64 ans = 23.8%.
| 1918 | 2001  | 2006                         | 2011  |
| ---- | ----- | ---------------------------- | ----- |
| 400  | 6 484 | 6 139 (dont 225 autochtones) | 6 652 |

| 2016  | 2021                         | - | - |
| ----- | ---------------------------- | - | - |
| 7 425 | 7 945 (dont 480 autochtones) | - | - |

|  |